# Abha Club
L'Abha Club (in arabo نادي أبها السعودي‎?) è una società calcistica con sede ad Abha, in Arabia Saudita. Milita nella Prima Divisione, la seconda serie del campionato saudita di calcio.
Il soprannome Za'eem Al-Janoub ("i leader del Sud") è dovuto al fatto che l'Abha è fra le squadre di maggior rilevanza e successo delle regioni meridionali dello stato saudita. Il club è stato promosso per la prima volta nella massima serie nazionale nel 2005, dopo aver ottenuto il secondo posto in Prima Divisione. Retrocesse dopo una sola stagione. Nella sua storia l'Abha ha vinto un campionato di seconda serie saudita (nel 2019), due di terza serie (nel 1994 e nel 2000) e uno di quarta serie (nel 1999).
Gioca le partite casalinghe allo stadio Sultan bin 'Abd al-'Aziz Al Sa'ud (noto anche come Al-Mahalah) di Abha, che condivide con i rivali del Damac, con i quali disputa il derby dell'Asir.

## Palmarès

### Competizioni nazionali[1]
- Campionato saudita di seconda divisione: 1

2018-2019

## Organico

### Rosa 2024-2025[1]
| N. |                           | Ruolo | Calciatore                |
| -- | ------------------------- | ----- | ------------------------- |
| 1  | Arabia Saudita (bandiera) | P     | Abdullah Al-Shammari      |
| 3  | Arabia Saudita (bandiera) | D     | Mohammad Naji             |
| 4  | Iraq (bandiera)           | D     | Saad Natiq                |
| 6  | Arabia Saudita (bandiera) | D     | Ahmed Al-Habib            |
| 8  | Serbia (bandiera)         | C     | Uroš Matić                |
| 10 | Tunisia (bandiera)        | A     | Saad Bguir                |
| 11 | Guinea (bandiera)         | A     | François Kamano           |
| 12 | Arabia Saudita (bandiera) | P     | Abdulrahman Al-Bouq       |
| 13 | Arabia Saudita (bandiera) | D     | Mohammed Al-Kunyadiri     |
| 14 | Arabia Saudita (bandiera) | A     | Fahad Mohammed Al-Jumaiya |
| 17 | Arabia Saudita (bandiera) | D     | Saleh Al-Qumayzi          |
| 18 | Argentina (bandiera)      | C     | Fabián Noguera            |
| 21 | Arabia Saudita (bandiera) | C     | Zakaria Sami              |
| 22 | Arabia Saudita (bandiera) | D     | Yousef Al Aqil            |
| 23 | Arabia Saudita (bandiera) | C     | Nasser Al-Omran           |
| 24 | Arabia Saudita (bandiera) | D     | Mohammed Al-Oufi          |

| N. |                           | Ruolo | Calciatore             |
| -- | ------------------------- | ----- | ---------------------- |
| 25 | Arabia Saudita (bandiera) | A     | Abdulrahman Al-Alawi   |
| 27 | Arabia Saudita (bandiera) | C     | Hassan Al-Qaed         |
| 29 | Arabia Saudita (bandiera) | C     | Mohammed Al-Qahtani    |
| 31 | Arabia Saudita (bandiera) | D     | Sari Amro              |
| 32 | Arabia Saudita (bandiera) | A     | Sulaiman Asiri         |
| 33 | Arabia Saudita (bandiera) | P     | Mansour Jahwar         |
| 37 | RD del Congo (bandiera)   | C     | Marcel Tisserand       |
| 55 | Arabia Saudita (bandiera) | C     | Waleed Asiri           |
| 60 | Camerun (bandiera)        | P     | Devis Epassy           |
| 63 | Arabia Saudita (bandiera) | C     | Abdulrahman Al-Barakah |
| 64 | Arabia Saudita (bandiera) | C     | Nawaf Al-Sadi          |
| 77 | Arabia Saudita (bandiera) | A     | Meshal Al-Mutairi      |
| 80 | Arabia Saudita (bandiera) | C     | Tariq Al-Shahrani      |
| 86 | Arabia Saudita (bandiera) | C     | Aseel Al-Harbi         |
| 88 | Arabia Saudita (bandiera) | C     | Saad Al-Salouli        |
| 90 | Arabia Saudita (bandiera) | A     | Omar Al-Ruwaili        |